# 摩爾多瓦分離主義
摩爾多瓦分離主義（摩爾多瓦語：Separatismul în Moldova）指的是摩爾多瓦境內的某些地區爭取獨立或自治的運動，本頁列舉出摩爾多瓦獨立以來的分離主義運動。

## 歷史
1989年，德國民眾推倒柏林圍牆，是東歐劇變與冷戰結束的重要象徵。隔年，1990年3月，立陶宛蘇維埃社會主義共和國率先脫離蘇維埃聯盟而獨立。隔年，其他加盟共和國、自治共和國等也紛紛加以仿效，先後發表了宣布恢復或收復主權的聲明，稱為「主權遊行」，並開始制訂實現獨立的步驟和措施。八一九事件後，除俄羅斯外的各加盟共和國全部宣布獨立，在俄羅斯境內的韃靼斯坦、車臣等地也出現了要求獨立的主張，蘇聯正式於1991年8月解體。在這段時間裡，摩爾多瓦於1991年8月27日獨立，但在此之前，摩爾多瓦這個地區就有兩個國家先一步於摩爾多瓦獨立前獨立，他們分別是加告茲共和國與外聶斯特共和國，兩國分別於1989年與1990年脫離摩爾多瓦蘇維埃社會主義共和國而獨立，但摩爾多瓦政府拒絕承認其合法地位，並透過各種方式要求其回歸摩爾多瓦。1990年，加告茲戰爭及外聶斯特戰爭相繼爆發，摩爾多瓦政府出兵鎮壓加告茲與外聶斯特的獨立運動。最終摩爾多瓦政府於1992年在外聶斯特戰爭戰敗，並在1995年與加告茲達成和平談判。

## 現今
時至今日，即使外聶斯特事實上獨立以及加告茲自治，但外聶斯特仍然追求法律上的獨立來獲取國際的承認，加告茲則仍有組織支持加告茲應該建立一個主權國家。至於為甚麼外聶斯特及加告茲不斷爭取獨立，其原因與摩爾多瓦的外交政策原因有關。1991年摩爾多瓦獨立後，與羅馬尼亞協商，提議與羅馬尼亞合併，甚至為了配合該政策，將官方語言改成了羅馬尼亞語；西里爾字母也改成了拉丁字母，對於突厥語突厥民族的加告茲及斯拉夫語斯拉夫民族的外聶斯特有著極大的影響。

### 現如今主要的分離主義運動
加告茲哈爾基是一個於1988年2月成立的政黨組織，哈爾基是突厥語Halkı的音譯，其意思是人民，因此又稱「加告茲人民」。加告茲人在文化及語言上與摩爾多瓦人不同，加告茲人是塞爾住突厥人，語言為突厥語；摩爾多瓦人則與羅馬尼亞人相似，語言為摩爾多瓦語。因此在東歐民主化時，加告茲人率先提出獨立，加告茲哈爾基也公開支持。1989年11月12日加告茲哈爾基召開了加告茲人民特別代表大會，宣布加告茲蘇維埃社會主義共和國成立，但第二天摩爾多瓦最高蘇維埃主席團廢除了特別代表大會的決定，稱其違憲。1990年8月19日，加告茲人民特別代表大會宣布脫離摩爾多瓦蘇維埃社會主義共和國，並在蘇聯境內建立加告茲共和國。兩天後，摩爾多瓦蘇維埃社會主義共和國最高委員會主席團召開緊急會議，決定宣布加告茲共和國非法，議會違憲。摩爾多瓦派出志願士兵與警察部隊前往加告茲鎮壓異議。加告茲戰爭爆發。1995年，雙方舉行和平談判。摩爾多瓦提議以加告茲地區自治換取加告茲併入摩爾多瓦。最終兩國皆同意和平談判，加告茲併入摩爾多瓦，成立加告茲自治區，加告茲戰爭至此結束，但加告茲哈爾基的不少支持者仍希望獨立，他們透過遊行與示威的方式表達對政府的不滿，最終被摩爾多瓦政府取締，強制解散加告茲哈爾基。但仍有曾經的成員至今依然活躍著，透過網路與媒體表達支持獨立的想法。
 外聶斯特里亞是一個未受國際廣泛承認的政治實體，其官方正式名稱為聶斯特河沿岸摩爾達維亞共和國，雖然他們事實上脫離了摩爾多瓦的控制，但在法理上他們是摩爾多瓦的一部分。即便外聶斯特里亞已經事實上獨立了，但摩爾多瓦拒絕承認外聶斯特里亞的獨立主權，因此自外聶斯特戰爭後，外聶斯特里亞透過各種方式爭取完全的法律獨立，例如透過公民投票與政治參與來爭取法理獨立，具體作為包含在1991年德涅斯特河沿岸獨立公投及2006年德涅斯特河沿岸獨立公投。不僅是在國內有政治參與，在國際上也有不少作為，例如向俄羅斯提出駐軍保護外聶斯特里亞以及請求併入俄國領土，在外聶斯特里亞甚至有一個名為「奧布諾夫萊尼」（俄語：Обновление，字面意思是「復興」，全稱為共和黨「復興」）的政黨，他們主張親俄的外交政策與經濟自由的改革獲得人民的支持，在德涅斯特河沿岸摩爾達維亞共和國最高議會有29個席位（佔國會的87.9%），是外聶斯特里亞的最大黨，據摩爾多瓦聲稱，該黨是受弗拉迪米爾·普丁領導的統一俄羅斯扶植的政黨，並指控俄國的干預。直到今日，摩爾多瓦仍拒絕承認該黨的存在及外聶斯特里亞的獨立。